# Copa Mundial femenina de Baloncesto 3x3 de 2019
La Copa Mundial femenina de Baloncesto 3x3 de 2019 fue la sexta edición de este torneo de baloncesto 3x3. La competición se celebró entre el 18 y el 23 de junio de 2019, en la ciudad de Ámsterdam, (Países Bajos).

## Equipos participantes
Todas las  zonas continentales de la FIBA excepto FIBA África y FIBA América están representadas por al menos un equipo. FIBA anunció la composición final de los grupos en mayo de 2019.
| Grupo A - China - Países Bajos - Hungría - Letonia - Turkmenistán | Grupo B - Francia - Japón - Suiza - Andorra - Australia | Grupo C - Mongolia - España - Rumanía - República Checa - Irán | Grupo D - Rusia - Ucrania - Indonesia - Italia - Nueva Zelanda |

## Jugadoras
| Posición relativa en el ranking FIBA 3X3 del país antes del torneo | Equipo          | Jugadoras (por ranking individual) | Jugadoras (por ranking individual) | Jugadoras (por ranking individual) | Jugadoras (por ranking individual) |            |       |
| ------------------------------------------------------------------ | --------------- | ---------------------------------- | ---------------------------------- | ---------------------------------- | ---------------------------------- | ---------- | ----- |
| Posición relativa en el ranking FIBA 3X3 del país antes del torneo | Equipo          | 1                                  | China                              | Zhang Zhiting                      | Jiang Jiayin                       | Li Yingyun | Wu Di |
| 2                                                                  | Mongolia        | Ganzul Davaasuren                  | Chimeddolgor Enkhtaivan            | Bolor-Erdene Baatar                | Solongo Bayasgalan                 |            |       |
| 3                                                                  | Rusia           | Olga Frolkina                      | Alexandra Stolyar                  | Anna Leshkovtseva                  | Anastasia Logunova                 |            |       |
| 4                                                                  | Rumanía         | Ancuţa Stoenescu                   | Gabriela Irimia                    | Gabriela Mărginean                 | Sonia Ursu-Kim                     |            |       |
| 5                                                                  | Francia         | Migna Touré                        | Marie-Eve Paget                    | Ana Maria Filip                    | Laetitia Guapo                     |            |       |
| 6                                                                  | Japón           | Miwa Kuribayashi                   | Kiho Miyashita                     | Stephanie Mawuli                   | Minami Iju                         |            |       |
| 7                                                                  | Ucrania         | Krystyna Filevych                  | Yevheniia Spitkovska               | Nataliia Tsiubyk                   | Olga Maznichenko                   |            |       |
| 8                                                                  | Países Bajos    | Natalie van den Adel               | Loyce Bettonvil                    | Jill Bettonvil                     | Fleur Kuijt                        |            |       |
| 9                                                                  | Hungría         | Klaudia Papp                       | Dóra Medgyessy                     | Alexandra Theodorean               | Cyesha Goree                       |            |       |
| 10                                                                 | Indonesia       | Christie Apriyani                  | Ayu Sriartha                       | Tricia Mary Aoijs                  | Dyah Lestari                       |            |       |
| 11                                                                 | Irán            | Delaram Vakili                     | Saiedeh Elli                       | Kimiya Yazdian Tehrani             | Shadi Abdolvand                    |            |       |
| 12                                                                 | Italia          | Marcella Filippi                   | Giulia Ciavarella                  | Giulia Rulli                       | Rae Lin D'Alie                     |            |       |
| 13                                                                 | República Checa | Andrea Klaudová                    | Tereza Vorlová                     | Kristýna Minarovičová              | Klára Marečková                    |            |       |
| 14                                                                 | Suiza           | Mirjana Milenkovic                 | Marielle Giroud                    | Sarah Kershaw                      | Evita Herminjard                   |            |       |
| 15                                                                 | Letonia         | Liene Stalidzāne                   | Baiba Eglīte                       | Ieva Kūlīte                        | Kristīna Petermane                 |            |       |
| 16                                                                 | Turkmenistán    | Leyla Halilova                     | Nigyara Nagiyeva                   | Ayna Gokova                        | Viktoriya Rahmanova                |            |       |
| 17                                                                 | España          | Aitana Cuevas                      | Vega Gimeno                        | Sandra Ygueravide                  | Núria Martínez                     |            |       |
| 18                                                                 | Australia       | Rebecca Cole                       | Alice Kunek                        | Madeleine Garrick                  | Keely Froling                      |            |       |
| 19                                                                 | Andorra         | Claudia Guri                       | Carla Puntí                        | Jennifer Carmona                   | Marta Ballus                       |            |       |
| 20                                                                 | Nueva Zelanda   | Antonia Farnworth                  | Kalani Purcell                     | Micaela Gallos                     | Chevannah Paalvast                 |            |       |

## Primera fase

### Grupo A
| # | Equipo       | PJ | PG | PP | PF | PC |
| - | ------------ | -- | -- | -- | -- | -- |
| 1 | China        | 4  | 4  | 0  | 74 | 40 |
| 2 | Hungría      | 4  | 3  | 1  | 57 | 48 |
| 3 | Países Bajos | 4  | 2  | 2  | 58 | 53 |
| 4 | Letonia      | 4  | 1  | 3  | 58 | 56 |
| 5 | Turkmenistán | 4  | 0  | 4  | 28 | 78 |

| 18 de junio de 2019 | Turkmenistán | 5–22 | China |  |  |
|                     |              |      |       |  |  |
|                     |              |      |       |  |  |

| 18 de junio de 2019 | Hungría | 15–9 | Letonia |  |  |
|                     |         |      |         |  |  |
|                     |         |      |         |  |  |

| 18 de junio de 2019 | Países Bajos | 17–11 | Turkmenistán |  |  |
|                     |              |       |              |  |  |
|                     |              |       |              |  |  |

| 18 de junio de 2019 | Países Bajos | 11–13 | Hungría |  |  |
|                     |              |       |         |  |  |
|                     |              |       |         |  |  |

| 18 de junio de 2019 | China | 18–12 | Letonia |  |  |
|                     |       |       |         |  |  |
|                     |       |       |         |  |  |

| 20 de junio de 2019 | Letonia | 21–5 | Turkmenistán |  |  |
|                     |         |      |              |  |  |
|                     |         |      |              |  |  |

| 20 de junio de 2019 | Hungría | 11–21 | China |  |  |
|                     |         |       |       |  |  |
|                     |         |       |       |  |  |

| 20 de junio de 2019 | Letonia | 16–18 | Países Bajos |  |  |
|                     |         |       |              |  |  |
|                     |         |       |              |  |  |

| 20 de junio de 2019 | China | 13–12 | Países Bajos |  |  |
|                     |       |       |              |  |  |
|                     |       |       |              |  |  |

| 20 de junio de 2019 | Turkmenistán | 7–18 | Hungría |  |  |
|                     |              |      |         |  |  |
|                     |              |      |         |  |  |

### Grupo B
| # | Equipo    | PJ | PG | PP | PF | PC |
| - | --------- | -- | -- | -- | -- | -- |
| 1 | Francia   | 4  | 4  | 0  | 75 | 46 |
| 2 | Australia | 4  | 3  | 1  | 76 | 56 |
| 3 | Suiza     | 4  | 2  | 2  | 64 | 71 |
| 4 | Japón     | 4  | 1  | 3  | 67 | 61 |
| 5 | Andorra   | 4  | 0  | 4  | 31 | 79 |

| 19 de junio de 2019 | Australia | 22–9 | Andorra |  |  |
|                     |           |      |         |  |  |
|                     |           |      |         |  |  |

| 19 de junio de 2019 | Francia | 16–14 | Japón |  |  |
|                     |         |       |       |  |  |
|                     |         |       |       |  |  |

| 19 de junio de 2019 | Suiza | 14–20 | Australia |  |  |
|                     |       |       |           |  |  |
|                     |       |       |           |  |  |

| 19 de junio de 2019 | Andorra | 6–22 | Francia |  |  |
|                     |         |      |         |  |  |
|                     |         |      |         |  |  |

| 19 de junio de 2019 | Suiza | 22–20 | Japón |  |  |
|                     |       |       |       |  |  |
|                     |       |       |       |  |  |

| 21 de junio de 2019 | Japón | 16–18 | Australia |  |  |
|                     |       |       |           |  |  |
|                     |       |       |           |  |  |

| 21 de junio de 2019 | Andorra | 11–18 | Suiza |  |  |
|                     |         |       |       |  |  |
|                     |         |       |       |  |  |

| 21 de junio de 2019 | Australia | 16–17 | Francia |  |  |
|                     |           |       |         |  |  |
|                     |           |       |         |  |  |

| 21 de junio de 2019 | Japón | 17–5 | Andorra |  |  |
|                     |       |      |         |  |  |
|                     |       |      |         |  |  |

| 21 de junio de 2019 | Francia | 20–10 | Suiza |  |  |
|                     |         |       |       |  |  |
|                     |         |       |       |  |  |

### Grupo C
| # | Equipo          | PJ | PG | PP | PF | PC |
| - | --------------- | -- | -- | -- | -- | -- |
| 1 | España          | 4  | 4  | 0  | 82 | 49 |
| 2 | Rumanía         | 4  | 3  | 1  | 78 | 45 |
| 3 | República Checa | 4  | 2  | 2  | 69 | 64 |
| 4 | Irán            | 4  | 1  | 4  | 42 | 83 |
| 5 | Mongolia        | 4  | 0  | 4  | 49 | 79 |

| 18 de junio de 2019 | España | 22–8 | Irán |  |  |
|                     |        |      |      |  |  |
|                     |        |      |      |  |  |

| 18 de junio de 2019 | Irán | 19–18 | Mongolia |  |  |
|                     |      |       |          |  |  |
|                     |      |       |          |  |  |

| 18 de junio de 2019 | República Checa | 14–21 | España |  |  |
|                     |                 |       |        |  |  |
|                     |                 |       |        |  |  |

| 18 de junio de 2019 | Mongolia | 4–22 | Rumanía |  |  |
|                     |          |      |         |  |  |
|                     |          |      |         |  |  |

| 18 de junio de 2019 | República Checa | 13–21 | Rumanía |  |  |
|                     |                 |       |         |  |  |
|                     |                 |       |         |  |  |

| 20 de junio de 2019 | Rumanía | 14–21 | España |  |  |
|                     |         |       |        |  |  |
|                     |         |       |        |  |  |

| 20 de junio de 2019 | Mongolia | 14–20 | República Checa |  |  |
|                     |          |       |                 |  |  |
|                     |          |       |                 |  |  |

| 20 de junio de 2019 | Rumanía | 21–7 | Irán |  |  |
|                     |         |      |      |  |  |
|                     |         |      |      |  |  |

| 20 de junio de 2019 | España | 18–13 | Mongolia |  |  |
|                     |        |       |          |  |  |
|                     |        |       |          |  |  |

| 20 de junio de 2019 | Irán | 8–22 | República Checa |  |  |
|                     |      |      |                 |  |  |
|                     |      |      |                 |  |  |

### Grupo D
| # | Equipo        | PJ | PG | PP | PF | PC |
| - | ------------- | -- | -- | -- | -- | -- |
| 1 | Rusia         | 4  | 4  | 0  | 70 | 43 |
| 2 | Italia        | 4  | 3  | 1  | 62 | 54 |
| 3 | Nueva Zelanda | 4  | 2  | 2  | 66 | 49 |
| 4 | Ucrania       | 4  | 1  | 3  | 60 | 52 |
| 5 | Indonesia     | 4  | 0  | 4  | 22 | 82 |

| 19 de junio de 2019 | Nueva Zelanda | 21–3 | Indonesia |  |  |
|                     |               |      |           |  |  |
|                     |               |      |           |  |  |

| 19 de junio de 2019 | Indonesia | 5–22 | Rusia |  |  |
|                     |           |      |       |  |  |
|                     |           |      |       |  |  |

| 19 de junio de 2019 | Italia | 18–12 | Nueva Zelanda |  |  |
|                     |        |       |               |  |  |
|                     |        |       |               |  |  |

| 19 de junio de 2019 | Rusia | 13–12 | Ucrania |  |  |
|                     |       |       |         |  |  |
|                     |       |       |         |  |  |

| 19 de junio de 2019 | Italia | 17–15 | Ucrania |  |  |
|                     |        |       |         |  |  |
|                     |        |       |         |  |  |

| 21 de junio de 2019 | Ucrania | 11–17 | Nueva Zelanda |  |  |
|                     |         |       |               |  |  |
|                     |         |       |               |  |  |

| 21 de junio de 2019 | Rusia | 18–10 | Italia |  |  |
|                     |       |       |        |  |  |
|                     |       |       |        |  |  |

| 21 de junio de 2019 | Ucrania | 22–5 | Indonesia |  |  |
|                     |         |      |           |  |  |
|                     |         |      |           |  |  |

| 21 de junio de 2019 | Nueva Zelanda | 16–17 | Rusia |  |  |
|                     |               |       |       |  |  |
|                     |               |       |       |  |  |

| 21 de junio de 2019 | Indonesia | 9–17 | Italia |  |  |
|                     |           |      |        |  |  |
|                     |           |      |        |  |  |

## Fase final
|  | Cuartos de final | Cuartos de final | Cuartos de final |           |         | Semifinales | Semifinales | Semifinales |           |              | Final        | Final        | Final |  |
|  |                  |                  |                  |           |         |             |             |             |           |              |              |              |       |  |
|  |                  |                  |                  |           |         |             |             |             |           |              |              |              |       |  |
|  | China            | China            | 16               |           |         |             |             |             |           |              |              |              |       |  |
|  | China            | China            | 16               |           |         |             |             |             |           |              |              |              |       |  |
|  | Rumanía          | Rumanía          | 12               |           |         |             |             |             |           |              |              |              |       |  |
|  | Rumanía          | Rumanía          | 12               |           | China   | China       | 15          |             |           |              |              |              |       |  |
|  |                  |                  |                  |           | China   | China       | 15          |             |           |              |              |              |       |  |
|  |                  |                  | Australia        | Australia | 14      |             |             |             |           |              |              |              |       |  |
|  | Rusia            | Rusia            | Australia        | Australia | 14      | 13          |             |             |           |              |              |              |       |  |
|  | Rusia            | Rusia            |                  |           |         |             |             |             |           |              |              |              |       |  |
|  | Australia        | Australia        | 19               |           |         |             |             |             |           |              |              |              |       |  |
|  | Australia        | Australia        | 19               |           |         |             |             |             |           | China        | China        | 19           |       |  |
|  |                  |                  |                  |           |         |             |             |             |           | China        | China        | 19           |       |  |
|  |                  |                  | Hungría          | Hungría   | 13      |             |             |             |           |              |              |              |       |  |
|  | Francia          | Francia          | Hungría          | Hungría   | 13      | 15          |             |             |           |              |              |              |       |  |
|  | Francia          | Francia          |                  |           |         |             |             |             |           |              |              |              |       |  |
|  | Italia           | Italia           | 9                |           |         |             |             |             |           |              |              |              |       |  |
|  | Italia           | Italia           | 9                |           | Francia | Francia     | 10          |             |           | Tercer lugar | Tercer lugar | Tercer lugar |       |  |
|  |                  |                  |                  |           | Francia | Francia     | 10          |             |           | Tercer lugar | Tercer lugar | Tercer lugar |       |  |
|  |                  |                  | Hungría          | Hungría   | 14      |             |             |             |           |              |              |              |       |  |
|  | España           | España           | Hungría          | Hungría   | 14      | 18          |             |             | Australia | Australia    | 9            |              |       |  |
|  | España           | España           |                  |           |         |             |             |             | Australia | Australia    | 9            |              |       |  |
|  | Hungría          | Hungría          | 19               |           |         |             |             |             |           |              | Francia      | Francia      | 21    |  |
|  | Hungría          | Hungría          | 19               |           |         |             |             |             |           |              | Francia      | Francia      | 21    |  |
|  |                  |                  |                  |           |         |             |             |             |           |              |              |              |       |  |

### Clasificación Final
| Puesto                            | Equipo          | PJ | PG | PP | PF  | PC  | DP  | Ranking FIBA 3x3 femenino | Ranking FIBA 3x3 femenino | Ranking FIBA 3x3 femenino |
| Puesto                            | Equipo          | PJ | PG | PP | PF  | PC  | DP  | Antes del torneo          | Después del torneo        | +/−                       |
| --------------------------------- | --------------- | -- | -- | -- | --- | --- | --- | ------------------------- | ------------------------- | ------------------------- |
| Medalla de oro                    | China           | 7  | 7  | 0  | 124 | 79  | +45 |                           |                           |                           |
| Medalla de plata                  | Hungría         | 7  | 5  | 2  | 103 | 95  | +8  |                           |                           |                           |
| Medalla de bronce                 | Francia         | 7  | 6  | 1  | 121 | 78  | +43 |                           |                           |                           |
| 4.º                               | Australia       | 7  | 4  | 3  | 118 | 105 | +13 |                           |                           |                           |
| Eliminados en cuartos de final    |                 |    |    |    |     |     |     |                           |                           |                           |
| 5.º                               | España          | 5  | 4  | 1  | 100 | 68  | +32 | 18                        |                           |                           |
| 6.º                               | Rusia           | 5  | 4  | 1  | 83  | 62  | +21 | 1                         |                           |                           |
| 7.º                               | Rumanía         | 5  | 3  | 2  | 90  | 61  | +29 | 4                         |                           |                           |
| 8.º                               | Italia          | 5  | 3  | 2  | 71  | 69  | +2  | 13                        |                           |                           |
| Eliminados en la ronda preliminar |                 |    |    |    |     |     |     |                           |                           |                           |
| 9.º                               | República Checa | 4  | 2  | 2  | 69  | 64  | +5  | 14                        |                           |                           |
| 10.º                              | Nueva Zelanda   | 4  | 2  | 2  | 66  | 49  | +17 | 32                        |                           |                           |
| 11.º                              | Suiza           | 4  | 2  | 2  | 64  | 71  | –7  | 15                        |                           |                           |
| 12.º                              | Países Bajos    | 4  | 2  | 2  | 58  | 53  | +5  | 9                         |                           |                           |
| 13.º                              | Japón           | 4  | 1  | 3  | 67  | 61  | +6  | 7                         |                           |                           |
| 14.º                              | Ucrania         | 4  | 1  | 3  | 60  | 52  | +8  | 8                         |                           |                           |
| 15.º                              | Letonia         | 4  | 1  | 3  | 58  | 56  | +2  | 22                        |                           |                           |
| 16.º                              | Irán            | 4  | 1  | 3  | 42  | 83  | –41 | 16                        |                           |                           |
| 17.º                              | Mongolia        | 4  | 0  | 4  | 49  | 79  | –30 | 3                         |                           |                           |
| 18.º                              | Andorra         | 4  | 0  | 4  | 31  | 79  | –48 | 33                        |                           |                           |
| 19.º                              | Turkmenistán    | 4  | 0  | 4  | 28  | 78  | –50 | 21                        |                           |                           |
| 20.º                              | Indonesia       | 4  | 0  | 4  | 22  | 82  | –60 | 17                        |                           |                           |

La clasificación final puede cambiar según los resultados de la ronda preliminar.